# 孟穆伯
孟穆伯（？—前613年），姬姓，孟孙氏，名敖，谥穆，又被称为公孙敖，是孟庆父的儿子，鲁桓公之孙。鲁僖公、鲁文公时，孟穆伯为卿。

## 生平
前645年，因为徐国依靠中原诸侯，楚国人进攻徐国。三月，鲁、齐、陈、卫、郑、许、曹七国国君为了救援徐国而在牡丘结盟，孟穆伯率领鲁军和诸侯军队救援徐国，诸侯住在匡地等待他。
前626年春季，周襄王派内史叔服前去鲁国参加鲁僖公的葬礼，孟穆伯听说内史叔服能给人看相，就带着两个儿子穀和难来见他，内史叔服的结论是，仲孙穀可以祭祀供养孟穆伯，而仲孙难将会安葬孟穆伯。仲孙穀的下颌丰满，他的后代在鲁国必然昌盛。这年秋季，晋襄公划定戚地田土的疆界，孟穆伯前去参与此事。冬季，孟穆伯前去齐国开始聘问。
前625年，因为晋国攻打卫国的缘故，孟穆伯在垂陇与宋成公、陈共公、郑文公以及晋国司空士縠结盟。
孟穆伯在莒国娶妻戴己，生了孟文伯，戴己的陪嫁妹妹声己生了孟惠叔。戴己死后，孟穆伯又去莒国行聘礼，莒国人认为声己应该成为继室而辞谢了他，孟穆伯便为堂兄弟东门襄仲行聘礼。
前620年冬季，徐国攻打莒国，莒国人前去鲁国请求结盟，孟穆伯就到莒国参与盟会，同时为东门襄仲迎娶莒女。孟穆伯到达莒国境内的鄢陵，登上城见到莒女很美丽，就自己娶了她。东门襄仲打算进攻孟穆伯，鲁文公准备答应他的请求。在叔仲惠伯的劝谏下，鲁文公阻止了东门襄仲。叔仲惠伯给孟穆伯和东门襄仲做调解，让襄仲不娶莒女，孟穆伯则把莒女送回去，重新和好为兄弟，就像当初一样。双方都同意了。
前619年，孟穆伯前去成周吊周襄王之丧，没有到达成周，就带了礼物逃亡到莒国，跟随己氏去了，鲁国人立了他的儿子孟文伯继承孟孙氏。
孟穆伯在齐国生了两个儿子要求回国，孟文伯代替他申请。东门襄仲不允许孟穆伯上朝参与政事。孟穆伯听从命令，回来以后也不外出，过了三年又将全家再次搬到莒国去了。前613年，孟穆伯让孟惠叔给大家送重礼再次要求回国，孟惠叔代父请求，得到允许。九月，孟穆伯在回来之前死在齐国，向鲁国告丧请求归葬于鲁，没有得到允许。
前612年，孟氏按照齐人为之谋划的方法，将孟穆伯的饰棺放在与鲁相邻的齐国堂阜，孟惠叔请求取回饰棺，鲁国答应了，于是取回了饰棺，依照安葬庆父的葬礼安葬了孟穆伯。